# Amy Coney Barrett
Amy Vivian Coney Barrett (Nueva Orleans, Luisiana; 28 de enero de 1972) es una abogada, jurista y académica estadounidense, que desempeña el cargo de jueza asociada en la Corte Suprema de los Estados Unidos. Anteriormente ejercía como jueza federal en la Corte de Apelaciones del Séptimo Circuito de los Estados Unidos desde 2017, tras ser nominada por el presidente Donald Trump y ser confirmada por el Senado en octubre de 2020. También ha sido profesora de Derecho en la Universidad de Notre Dame, de la que fue alumna, impartiendo clases de procedimiento civil, derecho constitucional e interpretación de leyes.
Procede de la organización Federalist Society, cuya filosofía es conservadora y libertaria, opuesta a la intervención del Estado.

## Primeros años y educación
Natural de Luisiana, es la mayor de siete hermanos. Su padre, Michael Coney, trabajaba como abogado de Shell Oil Company y su madre, Linda, era ama de casa. Creció en Metairie, suburbio de Nueva Orleans, y se graduó de St. Mary's Dominican High School en 1990.
Estudió literatura inglesa en Rhodes College, y se graduó en 1994 con una licenciatura magna cum laude y membresía de honor de la sociedad Phi Beta Kappa. Luego estudió derecho en la Facultad de Derecho de la Universidad de Notre Dame con una beca de matrícula completa. Trabajó como editora ejecutiva de Notre Dame Law Review y se graduó como la primera de su promoción en 1997 con un Juris Doctor summa cum laude.

## Carrera profesional
Tras graduarse, Barrett pasó dos años trabajando como asistente judicial, primero para el juez Laurence Silberman, de la Corte de Apelaciones de los Estados Unidos para el Circuito del Distrito de Columbia, entre 1997 y 1998. Posteriormente trabajó con el juez Antonin Scalia de la Corte Suprema entre 1998 y 1999. De 1999 a 2002, ejerció como abogada para el bufete Miller, Cassidy, Larroca & Lewin en Washington D. C.
Más adelante fue profesora asociada visitante en la Facultad de Derecho de la Universidad George Washington durante un año antes de regresar en 2002 a su alma mater en la Universidad de Notre Dame, donde enseñó sobre el funcionamiento de los tribunales federales, leyes constitucionales e interpretación estatutaria. Barrett fue nombrado profesor de derecho en 2010 y, de 2014 a 2017, ocupó la cátedra de derecho Diane and MO Miller Research. Su beca se centró en el derecho constitucional, el originalismo, la interpretación de las leyes y el stare decisis. Fue distinguida con el premio al Profesor del año en tres ocasiones.

### Servicio como jueza federal

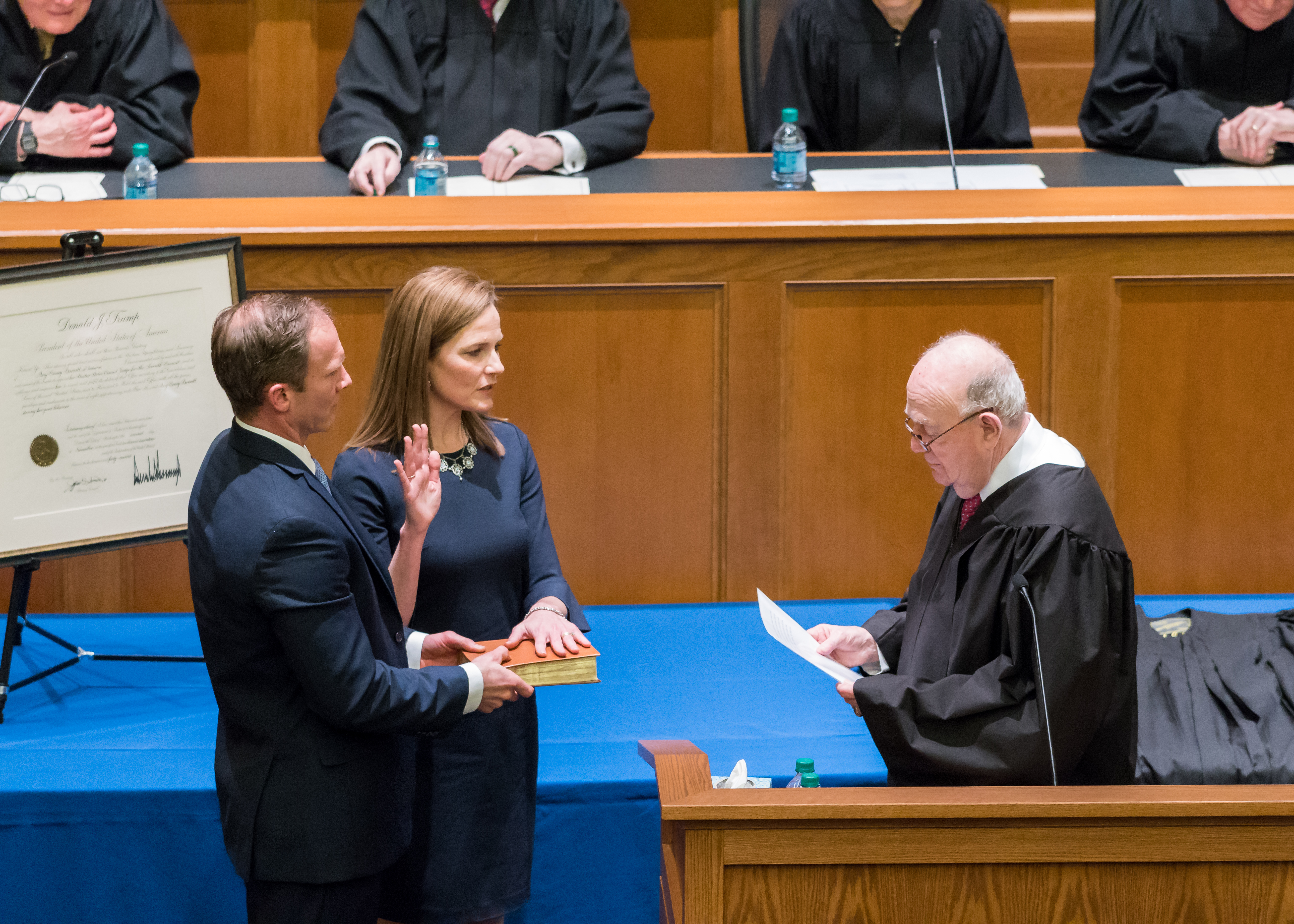
Amy Barrett jurando como jueza federal en 2017.

El presidente Donald Trump nominó a Barrett el 8 de mayo de 2017 como jueza federal dentro de la Corte de Apelaciones de los Estados Unidos en el Séptimo Circuito para cubrir la vacante que dejaba el juez John Daniel Tinder, quien asumió el estatus de juez senior el 18 de febrero de 2015. El 6 de septiembre de 2017 se llevó a cabo una audiencia sobre la nominación de Barrett ante el Comité Judicial del Senado. Durante la audiencia, la senadora demócrata Dianne Feinstein interrogó a Barrett sobre un artículo de revisión de leyes que Barrett coescribió en 1998 con el profesor John H. Garvey, en el que argumentaba que los jueces católicos deberían, en algunos casos, recusarse de los casos de pena de muerte debido a sus objeciones morales a la misma. 
El artículo concluyó que el juez de primera instancia debería recusarse en lugar de dictar la orden. Cuando se le pidió que elaborara las declaraciones y discutiera cómo veía el tema de la fe contra el cumplimiento de la responsabilidad como juez hoy, Barrett expresó que había participado en muchas apelaciones de pena de muerte mientras se desempeñaba como asistente legal de Scalia, agregando que su "afiliación personal a la iglesia o mi creencia religiosa no afectaría el desempeño de mis deberes como juez".
La audiencia dejó ver a la jueza Barrett como una legisladora muy popular entre los conservadores religiosos. Dado el repunte de su popularidad, la organización conservadora Judicial Crisis Network comenzó a vender tazas con la foto de Barrett y el comentario "dogma" de Feinstein. El interrogatorio de Feinstein y otros senadores fue criticado por algunos republicanos y otros observadores, como los presidentes universitarios John I. Jenkins y Christopher Eisgruber, como investigación inapropiada sobre las creencias religiosas de un candidato que empleó una "prueba religiosa" inconstitucional para el cargo. Otros, como la abogada Nan Aron, defendieron la línea del interrogatorio de Feinstein.
Lambda Legal, una organización de derechos civiles LGBTI, firmó una carta con otras 26 organizaciones de derechos de los homosexuales oponiéndose a la nominación de Barrett. La carta expresó dudas sobre su capacidad para separar la fe de sus decisiones sobre los asuntos en defensa del colectivo. Durante su audiencia de confirmación del Senado, Barrett fue interrogada sobre precedentes legales LGBTQ históricos como Obergefell v. Hodges, Estados Unidos v. Windsor y Lawrence v. Texas. Barrett dijo que estos casos eran "precedentes vinculantes" y que ella tenía la intención de "seguir fielmente si son confirmados" ante la corte de apelaciones, como así lo exigía la ley. La carta firmada conjuntamente por Lambda Legal decía: "Simplemente repetir que ella estaría obligada por el precedente de la Corte Suprema no ilumina —de hecho, confunde— cómo la profesora Barrett interpretaría y aplicaría el precedente cuando se enfrentara a los tipos de dilemas que, en su opinión, puso a los jueces católicos en un aprieto".
La nominación de Barrett fue apoyada por todos los asistentes legales con los que había trabajado y sus 49 colegas de la facultad en la Facultad de Derecho de Notre Dame. 450 exalumnos firmaron una carta al Comité Judicial del Senado apoyando la nominación de Barrett.
El 5 de octubre de 2017, el Comité Judicial del Senado votó 11–9 a favor en pro de recomendar a Barrett e informar de dicha acción al Senado. El 30 de octubre, el Senado invocó el cloture por 54 votos contra 42. Barrett fue confirmada con una votación de 55 a 43 el 31 de octubre, con tres demócratas —Joe Donnelly, Tim Kaine y Joe Manchin— votando en favor de su candidatura. Recibió su comisión dos días después. Barrett ha sido la primera y única mujer en ocupar un sitio como jueza en el Séptimo Circuito estadounidense.

## Candidatura a jueza de la Corte Suprema

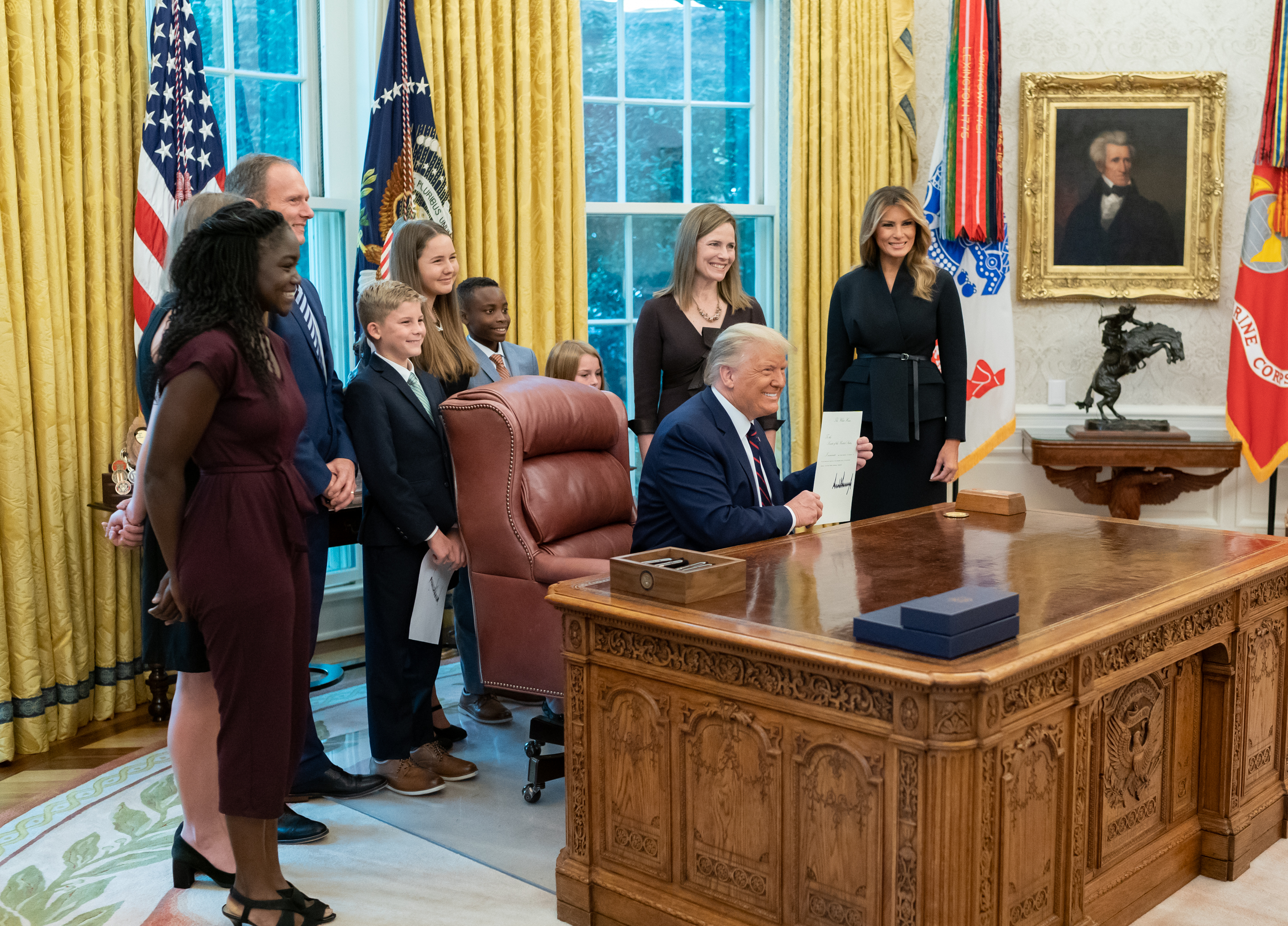
El presidente Donald Trump nominó a Barrett a la Corte Suprema el 26 de septiembre de 2020.

Barrett ha estado en la lista de posibles candidatos a la Corte Suprema asignados por el presidente Trump desde 2017, casi inmediatamente después de la confirmación de su puesto en la Corte de Apelaciones. En julio de 2018, después del anuncio de retiro de Anthony Kennedy, se anunció que Barrett era una de los tres finalistas considerados por el presidente, junto con los jueces Raymond Kethledge y Brett Kavanaugh, quien acabó siendo elegido. Según se informó, aunque a Trump le agradaba Barrett, le preocupaba su falta de experiencia en apartado económico. En el seno del Partido Republicano, Barrett estaba bien vista por los conservadores sociales.
Después de la selección de Kavanaugh, Barrett volvió a ser vista como uno de los candidatos de Trump para una futura vacante en la Corte Suprema. Según remitieron medios internacionales, Trump estaba "guardando" el asiento de la jueza Ruth Bader Ginsburg si esta se retiraba o fallecía durante su presidencia. Ginsburg falleció el 18 de septiembre de 2020, volviendo a presentarse Barrett como una de las favoritas para sucederla en la Corte. El sábado 26 de septiembre, el presidente Donald Trump la nominó oficialmente como candidata a suceder a Ginsburg.
Se llegaron a realizar tres audiencias de confirmación en el Senado, donde se discutió la elegibilidad de la jueza Barrett, siendo estas sesiones los días 12, 13 y 14 de octubre, con duraciones estimadas entre cinco y once horas. El 22 de octubre, el Comité Judicial informó de su confirmación favorablemente con una votación de 12-0, con ausencia de los demócratas. El 25 de octubre, el Senado votó siguiendo las líneas de partido casi exactas para terminar el debate sobre su confirmación. El lunes 26 de octubre, el Senado confirmó a Barrett a la Corte Suprema por una votación de 52 a 48. Todos los votos favorables fueron republicanos (a excepción de la senadora Susan Collins), mientras los demócratas votaron en contra. Prestó juramento del cargo el 27 de octubre de 2020.
En junio de 2022, apoyó la decisión de poner fin a la protección constitucional del aborto.